# Mujir-ad-Din al-Ulaymí
Abu-l-Yumn Mujir-ad-Din Abd-ar-Rahman ibn Muhàmmad b. Abd-ar-Rahman al-Ulaymí al-Umarí al-Maqdissí al-Hanbalí (àrab: أبو اليمن مجير الدين عبد الرحمن بن محمد بن عبد الرحمن العليمي العمري المقدسي الحنبلي, Abū l-Yumn Mujīr ad-Dīn ʿAbd ar-Raḥmān b. Muḥammad b. ʿAbd ar-Raḥmān al-ʿUlaymī al-ʿUmarī al-Maqdisī al-Ḥanbalī), més conegut simplement com a Mujir-ad-Din al-Ulaymí o pel sobrenom d'Ibn Quttayna (àrab: ابن قطينة, Ibn Quṭṭayna) (1456 – 1522) fou un historiador àrab de Jerusalem, on fou cadi.
Vers 1495 va escriure una història de Jerusalem i Hebron a l'edat mitjana (Al-uns al-jalil bi-tarikh al-Quds wa-l-Khalil, ‘Gloriosa història de Jerusalem i Hebron’) que és considerada la més valuosa, extensa i detallada font de la història del Jerusalem del seu temps.